# Salvatore Pappalardo (cardenal)
Salvatore Pappalardo (Villafranca Sicula, 23 de setembre de 1918 – Palerm, 10 de desembre de 2006) va ser un cardenal italià que serví com a arquebisbe de Palerm.

## Biografia
Fill d'un sergent dels carabinieri, comandant de l'estació de Villafranca Sicula (AG), després d'haver completat l'escola secundària a Catània i, precisament, a l'Escola Secundària Liceu Estat "Nicola Spedalieri", va ser admès al Pontifici Seminari Romà, on va assistir als cursos d'estudi en Teologia i més tard la Pontifícia Acadèmia Eclesiàstica, on es va graduar in utroque iure. Va ser ordenat sacerdot a Roma el 12 d'abril de 1941, presàa servei més endavant a la Secretaria d'Estat, alhora que exerceix de capellà de l'Institut De Merode dels Germans de les Escoles Cristianes a la Piazza di Spagna.

### Episcopat i el servei a la Santa Seu com a nunci apostòlic
Nomenat pro-nunci apostòlic a Indonèsia, va ser consagrat arquebisbe titular de Milet el 16 de gener de 1966. Treballà a la diplomàcia del Vaticà fins al 1969. Al seu retorn a Roma, va ser nomenat president de la Pontifícia Acadèmia Eclesiàstica.

### Arquebisbe Metropolità de Palerm
El 17 d'octubre de 1970 va ser nomenat pel Papa Pau VI arquebisbe de Palerm i el mateix Pau VI el creà i publicà cardenal al consistori del 5 de març de 1973. El 4 d'abril de 1996 el Papa Joan Pau II acceptà la seva renúncia al govern pastoral de l'arxidiòcesi de Palerm per raons d'edat; succeint-lo l'arquebisbe Salvatore De Giorgi.
Pappalardo va ser arquebisbe de Palerm, Primat de Sicília, President de la Conferència Episcopal de Sicília, vicepresident de la Conferència Episcopal Italiana, cardenal prevere de Santa Maria Pdogitria dei Siciliani i va participar en els dos conclaves de 1978, a l'agost per a l'elecció de Joan Pau I i a l'octubre per a l'elecció del Papa Joan Pau II. Importants en la història de l'Església a Sicília van ser els seus esforços contra la Cosa Nostra: va ser el primer alt ministre de l'Església que reconeguié explícitament l'existència del crim organitzat, causant sensació en dir durant la seva homilia en el funeral de Carlo Alberto dalla Chiesa la frase de Titus Livi «dum Romae consulitur, Saguntum expugnatur» ("mentre es discuteix a Roma, Sagunt és conquerida"), acusació dura contra l'Estat en la temporada d'assassinats.

### Darrers anys
Al final del seu mandat apostòlic va viure a la comunitat de Baida, prop de Palerm, sent a partir de llavors arquebisbe emèrit de Palerm durant 10 anys.
Va morir a Palerm el 10 de desembre de 2006. El funeral va tenir lloc a la Basílica Catedral de Palerm, presidit pel delegat del Papa Benet XVI, el cardenal Angelo Sodano; a la litúrgia solemne van participar entre d'altres l'arquebisbe Paolo Romeo (qui el succeiria a la càtedra de Palerm nou dies més tard), el nunci apostòlic a Itàlia, mentre que l'homilia la va pronunciar l'arquebisbe de Palerm Salvatore De Giorgi. El seu cos va ser enterrat a la mateixa catedral de Palerm, a la capella de Santa Cristina, com ell mateix havia demanat poc abans de la seva mort. Cada dia la seva tomba és l'objectiu del pelegrinatge de molts fidels, amics, i gent jove.
En 1971 va ser investit pel gran mestre de l'ordre Eqüestre del Sant Sepulcre de Jerusalem cardenal Eugène Tisserant del títol de Cavaller de la Gran Creu i nomenat Gran Prior de la Lloctinència per a Itàlia Sicília (Locumtenentia pro Italia Sicilia) de la mateixa ordre de cavalleria.
Segons els rumors, el President de la República Italiana, Sandro Pertini també hauria demanat un dictamen al president del Senat Francesco Cossiga (professor de dret constitucional) sobre la possibilitat de designar Pappalardo senador vitalici. Aquestes consultes, però, van ser interrompudes pel veto de la Secretaria d'Estat de la Santa Seu, després de la qual cosa Pertini va optar per la concessió de la més alta distinció civil de la República italiana, que és el títol de Gran creu de Cavaller de l'Orde al Mèrit de la República Italiana pels seus mèrits en la lluita contra el crim organitzat.

## Honors
Gran Prior per Itàlia-Sicília i Cavaller de Gran Creu de l'ordre Eqüestre del Sant Sepulcre de Jerusalem - 1971
 Gran creu de Cavaller de l'Orde al Mèrit de la República Italiana pels seus - 28 de setembre de 1983
 Balí cavaller de Gran Creu de Justícia del Sacre Militar Orde Constantinià de Sant Jordi (Casa de Borbó-Dues Sicílies)